# Real Maestranza di Cavalleria di Valencia
La Real Maestranza de Caballería de Valencia (Armeria reale della cavalleria di Valencia) è una maestranza di cavalleria spagnola creata nel 1697.
La prima serie di statuti è stata approvata sette anni dopo e attualmente l'organizzazione è disciplinata dall'ultima bozza del 1999. Ha come patrona la Vergine Maria dell'Immacolata Concezione. Dalla Real Cédula del 1760, ha goduto degli stessi privilegi delle sue sorelle a Granada e Siviglia.